# Американская история ужасов: Культ
«Американская история ужасов: Культ» (англ. American Horror Story: Cult) — седьмой сезон американского телесериала «Американская история ужасов». Премьера сезона состоялась 5 сентября 2017 года на канале FX. Сезон был анонсирован 4 октября 2016.

## Описание
Действия сезона разворачиваются в пригороде современного Детройта. В главной роли — Сара Полсон, которая играет жительницу Нью-Йорка, страдающую посттравматическим стрессовым расстройством, вызванным драматическими событиями 11 сентября. У неё развились целых три фобии: трипофобия — тревожность, возникающая при виде объектов с дырами или выпуклостями; коулрофобия — боязнь клоунов, и гемофобия — боязнь крови. С течением времени она научилась справляться со своими страхами благодаря своей жене (Элисон Пилл). Но победа Дональда Трампа на выборах возобновила её страхи. Когда героине Сары угрожает группа зловещих клоунов, вдохновленных идеями «Заводного апельсина», её жена думает, что с ней происходит психоз. Отсутствие поддержки толкает героиню Сары принять решительные меры для того, чтобы защитить себя и свою семью.

## В ролях

### Основной состав
- Сара Полсон — Эллисон «Элли» Мейфэр-Ричардс и Сьюзан Аткинс
- Эван Питерс — Кай Андерсон, Энди Уорхол, Маршалл Эпплуайт, Дэвид Кореш, Джим Джонс, Иисус и Чарльз Мэнсон
- Шайенн Джексон — Доктор Руди Винсент Андерсон
- Билли Лурд — Уинтер Андерсон и Линда Касабян
- Элисон Пилл — Айви Мейфэр-Ричардс

### Специально приглашённые актёры
- Билли Айкнер — Харрисон Уилтон и Чарльз «Текс» Уотсон
- Эмма Робертс — Серина Белинда
- Мэр Уиннингэм — Салли Кеффлер
- Лина Данэм — Валери Соланас
- Фрэнсис Конрой — Биби Бэббот

### Второстепенный состав
- Адина Портер — Беверли Хоуп
- Колтон Хейнс — Детектив Джек Сэмюэлс
- Лесли Гроссман — Мэдоу Уилтон и Патриция Кренвикель
- Чез Боно — Гэри Лонгстрит
- Купер Додсон — Озимандиас «Оззи» Мейфэр-Ричардс
- Дермот Малруни — Боб Томпсон
- Кэмерон Коупертуэйт — Спидвэгон
- Богитануни Младший — Вульва

### Приглашённые актёры
- Тим Кан — Том Чанг
- Джон Кэрролл Линч — Клоун Твисти
- Хорхе-Луис Пальо — Педро Моралес
- Зак Уорд — Роджер
- Лора Аллен — Роузи
- Рон Мелендес — Марк
- Джеймс Морозини — Р. Дж.
- Дот-Мари Джонс — Мужиковатая Мэй
- Джейми Брюэр — Хедда
- Рик Спрингфилд — Пастор Чарльз
- Рэйчел Робертс — Шэрон Тейт

## Эпизоды
| № общий | № в сезоне | Название                                                                                   | Режиссёр             | Автор сценария            | Дата премьеры    | Произв. код | Зрители США (млн) |
| --- | ---------- | ------------------------------------------------------------------------------------------ | -------------------- | ------------------------- | ---------------- | ----------- | ----------------- |
| 74 | 1          | «Ночь выборов» «Election Night»                                                            | Брэдли Букер         | Райан Мёрфи и Брэд Фэлчак | 5 сентября 2017  | 7ATS01      | 3,93              |
| После победы Трампа на президентских выборах в жизнь владелицы ресторана Элли Мейфэр-Ричардс возвращаются все фобии, которые, как ей казалось, она уже поборола в молодости. Более того, все эти фобии кажутся чересчур реальными... |            |                                                                                            |                      |                           |                  |             |                   |
| 75 | 2          | «Не бойся темноты» «Don't Be Afraid of the Dark»                                           | Лиза Джонсон         | Тим Майнир                | 12 сентября 2017 | 7ATS02      | 2,38              |
| Кай выдвигает свою кандидатуру на освободившееся место в Городском Совете, и в рамках своей предвыборной кампании навещает дом Элли. Айви беспокоится из-за нестабильного психического состояния своей жены и просит Руди, психотерапевта Элли, навестить её. Айви, Элли и Оззи знакомятся с новыми соседями, въехавшими в дом напротив на следующий день после совершенного в нём жестокого убийства. |            |                                                                                            |                      |                           |                  |             |                   |
| 76 | 3          | «Соседи из ада» «Neighbors from Hell»                                                      | Гвинет Хордер-Пейтон | Джеймс Вонг               | 19 сентября 2017 | 7ATS03      | 2,25              |
| Весь город отворачивается от Элли, после того как она случайно убивает латиноамериканца. Отношения между Элли и Айви становятся всё напряжённее. Кай протягивает Элли руку помощи. |            |                                                                                            |                      |                           |                  |             |                   |
| 77 | 4          | «9 ноября» «11/9»                                                                          | Гвинет Хордер-Пейтон | Джон Дж. Грей             | 26 сентября 2017 | 7ATS04      | 2,13              |
| В этой серии мы узнаем о событиях, которые происходили до и после президентских выборов и, так или иначе, влияли на создание культа Кая. |            |                                                                                            |                      |                           |                  |             |                   |
| 78 | 5          | «Дыры» «Holes»                                                                             | Мэгги Кайли          | Кристал Лью               | 3 октября 2017   | 7ATS05      | 2,20              |
| Кай хочет получить от своих последователей доказательство их безграничной верности и преданности: для этого он предлагает убить одного из своих... Элли приходит на приём к Руди и рассказывает ему о своих семейных проблемах. |            |                                                                                            |                      |                           |                  |             |                   |
| 79 | 6          | «Среднезападный убийца» «Mid-Western Assassin»                                             | Брэдли Букер         | Тодд Кубрак               | 10 октября 2017  | 7ATS06      | 2,15              |
| Элли хочет убедить Руди в существовании культа и приводит к нему Мэдоу, чтобы та рассказала свою историю. Однако у Мэдоу оказываются совсем другие планы. Тем временем, у Кая появляется новый сильный соперник на выборах в Городской Совет. |            |                                                                                            |                      |                           |                  |             |                   |
| 80 | 7          | «Валери Соланас умерла за твои грехи: Тварь» «Valerie Solanas Died for Your Sins: Scumbag» | Рейчел Голдберг      | Кристал Лью               | 17 октября 2017  | 7ATS07      | 2,07              |
| После победы на выборах в Городской Совет Кай привлекает новых сторонников со всей страны, как правило крепких мужчин. Таинственная женщина предупреждает Беверли, Айви и Уинтер о том, что Кай планирует добиваться мирового господства без их помощи. |            |                                                                                            |                      |                           |                  |             |                   |
| 81 | 8          | «Зима тревоги нашей» «Winter of Our Discontent»                                            | Барбара Браун        | Джошуа Грин               | 24 октября 2017  | 7ATS08      | 2,06              |
| Кай ищет предателей в своём культе, а находит нового союзника. Уинтер получает от Кая неожиданное предложение: стать матерью... мессии. |            |                                                                                            |                      |                           |                  |             |                   |
| 82 | 9          | «Пей Кул-Эйд» «Drink the Kool-Aid»                                                         | Анджела Бассетт      | Адам Пенн                 | 31 октября 2017  | 7ATS09      | 1,48              |
| Кай предлагает всем своим последователям выпить отравленный напиток. Элли рассказывает Айви, каким образом она сумела преодолеть фобии. Кай говорит Озу, что тот его родной сын, и убеждает мальчика остаться у него в доме. |            |                                                                                            |                      |                           |                  |             |                   |
| 83 | 10         | «Чарльз (Мэнсон) за главного» «Charles (Manson) in Charge»                                 | Брэдли Букер         | Райан Мёрфи и Брэд Фэлчак | 7 ноября 2017    | 7ATS10      | 1,82              |
| Психическое состояние Кая ухудшается с каждым днём. В своих галлюцинациях он видит Чарльза Мэнсона, который помогает ему определиться, как именно следует поступить с некоторыми близкими ему людьми. |            |                                                                                            |                      |                           |                  |             |                   |
| 84 | 11         | «Снова великая» «Great Again»                                                              | Дженнифер Линч       | Тим Майнир                | 14 ноября 2017   | 7ATS11      | 1.97              |
| Кая арестовывает ФБР, и он попадает в тюрьму. Однако даже там Кай умудряется обрести неограниченную власть. Элли пытается жить дальше и решает заняться политикой. |            |                                                                                            |                      |                           |                  |             |                   |

## Факты
- Сцена массовой стрельбы из шестой серии «Культа» была отредактирована в свете трагических событий в Лас-Вегасе (1 октября 2017 года), где были убиты 59 человек и более 500 получили ранения. В новом варианте эпизод стал выглядеть менее кроваво и жестоко, чем задумывалось изначально[12].